# 腦筋急轉彎 (漫畫)
《腦筋急轉彎》是由時報文化於1989年12月6日發行的一系列單篇漫畫笑話全集，由前一頁漫畫式的問題到翻過面後出人意料的答案。本系列造成當時台灣社會極大的流行熱潮，大街小巷都在互相詢問腦筋急轉彎，演變至現在已經成為一種冷笑話的模式了。
本系列有20本以上不同的版本，也為當時台灣的漫畫產業帶來一個新窗口，造就了不少台灣新生代的漫畫家。

## 源起
《腦筋急轉彎》是《中國時報》家庭版連載的單篇笑話，初期以在版面的某處出題、次日公佈答案的方式連載（由於早期並無附圖，尋找藏身不起眼角落的題目與答案也是其趣味之一）；之後集結成冊，阿江編劇，楊若笙作畫。
《腦筋急轉彎1》於1989年12月6日於時報文化發行（阿江編劇，楊若笙塗鴉，《中國時報》家庭版策劃，ISBN 9571300888）。在大受好評後，到1993年，時報文化陸續又發行了多達27集以上的續集。期間有許多創意的台灣漫畫家加入創作的行列。
另外，大然文化曾出版《新腦筋急轉彎》系列，作畫者包括陳弘耀、廖本財、李勉之、大肥貓（曾煥勤）、哈雷大叔等，引發時報文化不滿。
總統府資政李國鼎的孫女李淑儀曾回憶，她小時候總愛用《腦筋急轉彎》的問題考李國鼎，但李國鼎總是可以用物理學原理解釋，把無厘頭的答案解答得很正經。

## 發行
第6冊為收錄《腦筋家族總動員大競賽》的各項入圍和得獎作品。
| 卷數 | 時報出版       | 時報出版           | 作畫                          |
| 卷數 | 發售日期       | ISBN               | 作畫                          |
| ---- | -------------- | ------------------ | ----------------------------- |
| 1    | 1989年12月6日  | ISBN 957-130-088-8 | 楊若笙                        |
| 2    | 1989年12月18日 | ISBN 957-130-089-6 | 曾正忠                        |
| 3    | 1990年6月29日  | ISBN 957-130-169-8 | 20位漫畫家 （封面未全部標示） |
| 4    | 1990年7月2日   | ISBN 957-130-170-1 | 20位漫畫家 （封面未全部標示） |
| 5    | 1990年7月4日   | ISBN 957-130-171-X | 20位漫畫家 （封面未全部標示） |
| 6    | 1991年2月7日   | ISBN 957-130-240-6 | 腦筋急救站策畫                |
| 7    | 1991年5月15日  | ISBN 957-130-270-8 | 曲曲                          |
| 8    | 1991年6月19日  | ISBN 957-130-271-6 | 麥仁杰                        |
| 9    | 1991年7月10日  | ISBN 957-130-301-1 | 敖幼祥                        |
| 10   | 1991年7月10日  | ISBN 957-130-302-X | 曾正忠                        |
| 11   | 1991年8月15日  | ISBN 957-130-303-8 | 麥仁杰                        |
| 12   | 1991年8月15日  | ISBN 957-130-304-6 | 嘎嘎、孫家裕                  |
| 13   | 1991年10月15日 | ISBN 957-130-335-6 | 麥仁杰                        |
| 14   | 1991年11月18日 | ISBN 957-130-349-6 | 曾正忠                        |
| 15   | 1991年12月18日 | ISBN 957-130-367-4 | 嘎嘎                          |
| 16   | 1992年1月14日  | ISBN 957-130-380-1 | 敖幼祥                        |
| 17   | 1992年1月20日  | ISBN 957-130-379-8 | 朱德庸                        |
| 18   | 1992年3月15日  | ISBN 957-130-412-3 | 傑利小子                      |
| 19   | 1992年4月15日  | ISBN 957-130-429-8 | 曾正忠                        |
| 20   | 1992年5月15日  | ISBN 957-130-433-6 | 嘎嘎                          |
| 21   | 1992年6月15日  | ISBN 957-130-455-7 | 麥仁杰                        |
| 22   | 1992年7月15日  | ISBN 957-130-468-9 | 敖幼祥                        |
| 23   | 1992年7月15日  | ISBN 957-130-469-7 | 紅小將                        |
| 24   | 1992年7月30日  | ISBN 957-130-470-0 | 曾正忠                        |
| 25   | 1992年9月15日  | ISBN 957-130-487-5 | 紅小將                        |
| 26   | 1993年1月1日   | ISBN 957-130-525-1 | 麥仁杰                        |
| 27   | 1993年4月20日  | ISBN 957-130-660-6 | 嘎嘎                          |

## 爭議
1993年1月，《腦筋急轉彎》第7至12冊以四川美術出版社的名義在中國大陸出版，然而其中第10冊某條漫畫引起了中國大陸穆斯林的強烈反應。